# Edna Elias
Edna Elias (Kugluktuk, 1954) è una politica e insegnante canadese, commissario del Nunavut dal 2010 al 2015.
Dopo aver lavorato come insegnante, come assistente alla direzione alla Nunavut Tunngavik Incorporated e quindi come preside di una scuola elementare, viene eletta sindaco della sua città natale,  Kugluktuk.
Nel 1999 è a capo del Dipartimento della cultura e nel 2009 viene nominata alla direzione dell'Autorità per il linguaggio Inuit (Inuit Uqausinnginnik Taiguusiliuqtiit). La promozione dell'educazione e delle lingue Inuit è stato uno dei suoi obiettivi anche nel ruolo di commissario del Nunavut, carica assunta nel 2010 e cessata nel 2015.